# Temple du travail finlandais
Le temple du travail finlandais est un centre culturel et communautaire canadien-finlandais construit en 1909. 
Il est situé 314 Bay Street dans le quartier finlandais de Thunder Bay, Ontario.
Il est reconnu lieu historique national du Canada en 2011. Il a été aussi désigné au patrimoine municipal par la ville de Thunder Bay en 1991.

## Description
De forme rectangulaire, c'est un bâtiment de deux étages en briques rouges situé dans le quartier multiculturel de Bay-Algoma à Thunder Bay. Il a été construit à l'origine pour abriter les salles de réunion de deux organisations finlandaises, une organisation socialiste et un mouvement antialcoolique. Il témoigne du rôle des immigrants finlandais au début du XXe siècle.
Un grand auditorium permet d'y accueillir des productions théâtrales, des spectacles de danse, des concerts, des activités sportives et des festivals.